# 2020年3月逝世人物列表
2020年逝世人物列表：1月 - 2月 - 3月 - 4月 - 5月 - 6月 - 7月 - 8月 - 9月 - 10月 - 11月 - 12月
2020年3月逝世人物列表，是用于汇总2020年3月期间逝世人物的列表。

## 依日期排序

### 31日
- 华莱士·罗尼（英语：Wallace Roney），59岁，美国爵士乐小号手，死於2019冠状病毒病。[1]
- 托马斯·奥内堡（英语：Tomas Oneborg），62岁，瑞典摄影师，死於2019冠状病毒病。[2]
- 佐佐部清（日語：佐々部 清），62岁，日本电影导演，心脏病猝死。[3]
- 吉塔·拉姆杰（英语：Gita Ramjee），63岁，南非艾滋病预防专家，死於2019冠状病毒病。[4]
- 迈克尔·J·O·韦克拉姆（英语：Michael Wakelam），65岁，英国分子生物学家，死於病毒性肺炎（疑似2019冠状病毒病）。[5]
- 帕佩·迪乌夫（英语：Pape Diouf），68岁，塞内加尔记者，马赛奥林匹克俱乐部主席（2005年－2009年），死於2019冠状病毒病。[6]
- 萨阿德·加拉迪曼·帕蒂吉（英语：Sa'ad Galadiman Patigi），68岁，尼日利亚医生，死於2019冠状病毒病。[7]
- 彼得·J·N·辛克莱（英语：Peter J. N. Sinclair），73岁，英国经济学家，死於2019冠状病毒病。[8]
- 维克托·达什克维奇，75岁，白俄罗斯演员，死於2019冠状病毒病。[9]
- 安德鲁·杰克（英语：Andrew Jack (dialect coach)），76岁，英国方言教练，死於2019冠状病毒病。[10]
- 李林洪，77岁，中国陶瓷艺术家，景德镇陶瓷大学教授。[11]
- 斯特拉斯布萊恩的戈登勳爵（英语：James Gordon, Baron Gordon of Strathblane），83岁，苏格兰商人、英国上议院议员，死於2019冠状病毒病。[12]
- 保罗·纳塔利（法語：Paul Natali），86岁，法国政治人物，前参议院议员（1998年－2005年）。[13]
- 阿卜杜勒·哈利姆·哈达姆（阿拉伯語：عبد الحليم خدام），87岁，叙利亚政治人物，前副总统（1984年－2005年）、外交部长（1970年－1984年）。[14]
- 朱莉·贝内特（英语：Julie Bennett），88岁，美国演员，死於2019冠状病毒病。[15]
- 拉斐尔·戈麦斯·涅托（西班牙語：Rafael Gómez Nieto），99岁，西班牙老兵，死於2019冠状病毒病。[16]

### 30日
- 丹尼尔·普鲁德（英語：Daniel Prude），41岁，非裔美国人，被美国警察限制人身自由后死亡。[17]
- 安赫拉·桑切斯·门多萨（西班牙语：Ángel Sánchez Mendoza），57岁，厄瓜多尔媒体人，死於2019冠状病毒病。[18]
- 洛雷娜·博尔哈斯（英语：Lorena Borjas），59歲，墨西哥裔美國變性人人權活動家，死於2019冠状病毒病。[19]
- 阿曼汗·阿勒姆吾勒，68岁，哈萨克斯坦诗人。[20]
- 大卫·霍奇金斯（英语：David Hodgkiss），71岁，英国商人，兰开夏郡板球俱乐部主席（2017年－2020年），死於2019冠状病毒病。[21]
- 米卢廷·克内热维奇（英语：Milutin Knežević），71岁，塞尔维亚东正教人士，瓦列沃主教（2006年－2020年），死於2019冠状病毒病。[22]
- 詹姆斯·T·古德里奇（英语：James T. Goodrich），73岁，美国神经外科医生，曾多次執刀為連體嬰進行分割手術，死於2019冠状病毒病。[23]
- 曼纽埃尔·阿道弗·巴拉斯（西班牙语：Manuel Adolfo Varas），76岁，厄瓜多尔广播员、体育记者、律师，死於2019冠状病毒病。[24]
- 威廉·布尔曼（英语：Wilhelm Burmann），76岁，德国芭蕾舞大师，死於2019冠状病毒病导致的肾衰竭。[25]
- 若阿基姆·雍比-奥庞戈（法語：Joachim Yhombi-Opango），81岁，刚果共和国政治人物，前总统（1977年－1979年）、前总理（1993年－1996年），死於2019冠状病毒病。[26]
- 比爾·威瑟斯（英語：Bill Withers），81歲，美國R&B創作歌手。死於心臟病併發症。[27]
- 陈华林，90岁，中国教育家，原常州工业技术学院党委书记、顾问。[28]
- 马诺利斯·格列索斯（希臘語：Μανώλης Γλέζος），97岁，希腊左翼政治人物，抵抗運動领导人。[29]
- 杜维垣，99岁，美籍华裔外交工作者，近代中国上海租界青帮三大亨之一杜月笙之次子。[30]
- 郝柏村，100歲，中華民國軍事、政治人物，陸軍退役一級上將，曾任行政院長、國防部長、參謀總長。[31]

### 29日
- 艾萨克·罗宾逊（英语：Isaac Robinson (politician)），44歲，美國政治人物，密歇根州众议员（2019年－2020年），死於病毒性肺炎（疑似感染2019冠状病毒病）。[32]
- 讓-弗朗索瓦·塞薩里尼（英语：Jean-François Cesarini），49歲，法國政治人物，國民議會議員（2017年－2020年）。[33]
- 玛丽亚·梅卡德尔（英语：Maria Mercader），54歲，美國記者、CBS新聞製作人，死於2019冠状病毒病。[34]
- 佩格·布罗德本特（英语：Peg Broadbent），56岁，美国商人、杰富瑞CFO，死於2019冠状病毒病。[35]
- 乔·迪菲（英语：Joe Diffie），61歲，美國鄉村歌曲原創寫手，死於2019冠状病毒病。[36]
- 安杰洛·罗托利（英语：Angelo Rottoli），61歲，意大利职业拳击手，死於2019冠状病毒病。[37]
- 艾伦·梅里尔（英语：Alan Merrill），69歲，美國音樂人、歌曲寫手，死於2019冠状病毒病。[38]
- 志村健（日語：志村 けん），70歲，日本藝人，曾參與劇作《八點！全員集合》、《志村大爆笑》，死於2019冠状病毒病。[39]
- 何塞·路易斯·卡蓬（西班牙語：José Luis Capón），72歲，西班牙足球運動員，死於2019冠状病毒病。[40]
- 亨利·坦克（法语：Henri Tincq），74岁，法国记者，死於2019冠状病毒病。[41]
- 帕特里克·德维让（法語：Patrick Devedjian），75歲，亞美尼亞裔法國政治人物，前安東尼市長（1983年－2002年），死於2019冠状病毒病。[42]
- 罗伯特·F·加尔夫（英语：Robert H. Garff），77岁，美国商人、政治人物，前犹他州众议院议长（1985年－1987年），死於2019冠状病毒病。[43]
- 帕拉瓦伊·穆尼亞瑪（英语：Paravai Muniyamma），82歲，印度民間歌手和女演員。[44]
- 克里斯托弗·潘德列茨基（波蘭語：Krzysztof Penderecki），86岁，波兰作曲家、指挥家。[45]
- 王文燮，87歲，中華民國陸軍二級上將退役，前國防部副部長，聯勤總司令，因車禍去世。[46]
- 孔光一，93岁，中国中医温病学专家，北京中医药大学教授。[47]
- 弗朗西斯·拉普（法语：Francis Rapp），93歲，法國歷史學家，死於2019冠状病毒病。[48]
- 阿尔瑙·普奇，94岁，西班牙艺术评论家。[49]
- 菲利普·安德森（英語：Philip Anderson），96岁，美国物理学家，1977年诺贝尔物理学奖得主。[50]
- 尤里·邦达列夫（俄語：Юрий Бондарев），96岁，苏联及俄罗斯小说家。[51]
- 何图远，99岁，中国老红军，原淮北煤炭师范学院副院长。[52]

### 28日
- 托马斯·沙费尔（英语：Thomas Schäfer），54歲，德国政治人物，黑森州财政部长（2010年－2020年），卧轨自杀。[53]
- 奧爾蘭多·麥克丹尼爾（英语：Orlando McDaniel），59歲，前美國美式足球運動員，死於2019冠状病毒病。[54]
- 李英和，65岁，在日朝鲜人，北朝鲜问题专家，关西大学教授。[55]
- 小卢尼·大卫·富兰克林（英語：Lonnie David Franklin Jr），67岁，美国连环杀手。[56]
- 拉法埃莱·马斯托（義大利語：Raffaele Masto），67岁，意大利作家、记者、电台主持人，死於2019冠状病毒病。[57]
- 洪源，68岁，中国剪纸艺术家，洪氏纸扎技艺传承人。[58]
- 皮尔森·乔丹（英語：Pearson Jordan），69歲，巴巴多斯短跑运动员，死於2019冠状病毒病。[59]
- 谢斯廷·贝伦茨（英语：Kerstin Behrendtz），69歲，瑞典电台主持人，死於2019冠状病毒病。[60]
- 鲁道夫·冈萨雷斯·里索托（英语：Rodolfo González Rissotto），70歲，乌拉圭历史学家、政治人物，前国防部长（1995年），死於2019冠状病毒病。[61]
- 查托·加兰特（英语：Chato Galante），71歲，西班牙佛朗哥时期民主運動人士、政治犯，死於2019冠状病毒病。[62]
- 朱报春，72岁，中国政治人物，杭州市政协原副主席。[63]
- 湯姆·科博恩（英語：Tom Coburn），72岁，美国政治人物，前参议院议员（2005年－2015年）、众议院议员（1995年－2001年）。[64]
- 威廉·B·黑尔姆赖希（英语：William B. Helmreich），74歲，美国社会学家，死於2019冠状病毒病。[65]
- 塞拉芬·贝加斯（西班牙語：Serafín Vegas），74岁，西班牙历史学家，阿爾卡拉大學教授。[66]
- 萨尔瓦多·比韦斯（西班牙语：Salvador Vives），78岁，西班牙演员，死於2019冠状病毒病。[67]
- 迈克尔·麦金内尔（英语：Michael McKinnell），84歲，美国建筑师、企业家，死於2019冠状病毒病。[68]
- 米歇尔·蒂博-科尔尼约（英语：Michel Tibon-Cornillot），84岁，法國哲學家、人類學家，死於2019冠状病毒病。[69]
- 周树森，84岁，中国劳动卫生专家，北京大学教授。[70]
- 钟海涛，84岁，中国教育家，原金陵职业大学党委书记。[71]
- 卢世璧，89岁，中国骨科医学专家，中国工程院院士。[72]
- 菅振华，93岁，中国航空工业人物，原合肥江淮仪表厂厂长。[73]
- 威廉·沃尔夫（英語：William Wolf (critic)），94岁，美国电影、戏剧评论家，死於2019冠状病毒病。[74]
- 阿扎姆·汗，95岁，巴基斯坦籍英国壁球运动员，死於2019冠状病毒病。[75]
- 风雅，95岁，越南儿童音乐家、作曲家。[76]

### 27日
- 利亞姆·唐寧（英語：Liam Downing），30歲，英國DJ，血癌期末病患，因感染新冠肺炎，為不想加重英國醫療體系負擔，自願放棄治療。[77]
- 许军旗，40岁，中国材料物理学者，信阳师范学院物理电子工程学院教授。[78]
- 赫苏斯·加约索·雷伊（西班牙语：Jesús Gayoso Rey），48岁，西班牙国民警卫队快速行动小组负责人（2014年－2020年），中校军衔，死於2019冠状病毒病。[79]
- 张兰，51岁，中国旅美作家、记者，北美华人作家协会会员，车祸。[80]
- 伊马姆·苏罗索（英语：Imam Suroso），56歲，印度尼西亞政治人物，人民代表會議議員（2009年－2020年）。[81]
- 姚嘉秋，57岁，中国统计学家，中国人民大学副教授。[82]
- 孙茂远，69岁，中国企业人物，中联煤层气有限责任公司原董事长。[83]
- 丹尼尔·阿祖莱（葡萄牙語：Daniel Azulay），72岁，巴西漫画家，死於2019冠状病毒病。[84]
- 陈贤，74岁，中国企业人物，前华越微电子有限公司董事长（1996年－2002年），中国半导体行业协会副理事长（2013年－2017年）。[85]
- 鲁文·梅洛诺（西班牙语：Ruben Melogno），74岁，乌拉圭歌手、漫画家，死於2019冠状病毒病。[86]
- 莱斯·亨特（英語：Les Hunter），77岁，美国职业篮球运动员。[87]
- 徐葆欣，78岁，中国国画家，上海美术家协会会员。[88]
- 谭第卡·麦坎达维尔（英語：Thandika Mkandawire），79岁，马拉维经济学家。[89]
- 埃尔梅斯·波利（義大利語：Ermes Polli），83岁，意大利足球运动员，死於2019冠状病毒病。[90]
- 李彦杰，87岁，中国政治人物，湖北省武汉市汉南区人大常委会原主任。[91]
- 王宗培，88岁，中国电机工程专家，哈尔滨工业大学教授。[92]
- 周俊，88岁，中国植物资源与植物化学家，中国科学院院士。[93]
- 哈米德·卡鲁伊（阿拉伯語：حامد القروي），92岁，突尼斯政治人物，前总理（1989年－1999年）。[94]
- 罗伯托·阿莱曼（西班牙語：Roberto Alemann），97岁，阿根廷政治人物，前经济部长。[95]
- 夏華達（英語：Walter Ho），雅稱「美國花旦」，98歲，中國京劇旦角演員，與梅蘭芳同門師兄弟。[96]

### 26日
- 罗宾·托马斯（英語：Robin Thomas），57岁，捷克数学家，佐治亚理工学院教授。[97]
- 张文峰，61岁，中国口腔颌面外科专家，武汉大学口腔医学院教授。[98]
- 宗像直美（葡萄牙語：Naomi Munakata），64岁，日本出身的巴西指挥家，死於2019冠状病毒病。[99]
- 迈克尔·索尔金（英语：Michael Sorkin），71歲，美國建築師，死於2019冠状病毒病。[100]
- 珍妮·克拉克（英語：Jenny Clack），72岁，英国古生物学家，皇家学会院士。[101]
- 施文界，73岁，菲律宾华裔侨领，菲华商联总会名誉理事长，死於2019冠状病毒病。[102]
- 哈米什·威尔逊（英语：Hamish Wilson），77歲，英國蘇格蘭演員，死於2019冠状病毒病。[103]
- 奥勒·霍尔姆奎斯特（英语：Olle Holmquist），83歲，詹姆斯·拉斯特乐团瑞典籍長號手，死於2019冠状病毒病。[104]
- 玛丽亚·特蕾莎·德·波旁-帕尔马（西班牙語：María Teresa de Borbón y Parma），86岁，西班牙贵族，费利佩六世国王的表亲，死於2019冠状病毒病。[105]
- 米歇尔·伊达尔戈（法語：Michel Hidalgo），87岁，法国足球运动员，前法国国家队主教练（1976年－1984年）。[106]
- 维塔利·科斯托马罗夫（俄語：Виталий Костомаров），90岁，俄罗斯语言学家、教育家，俄罗斯教育科学院院士，普希金俄语学院原院长（1973年－2000年）。[107]
- 丹尼尔·尤斯特（英语：Daniel Yuste），75岁，西班牙自行车运动员，死於2019冠状病毒病。[108]
- 余昌文，92岁，中国佛教事业家，四川省佛教协会副会长，中国佛教协会理事。[109]
- 杨天基，92岁，中国秦腔音乐家、板胡演奏家。[110]
- 江风，93岁，中国政治人物，云南省昆明市人大常委会原副主任。[111]
- 李金声，93岁，中国政治人物，原天津市城建工委副书记。[112]
- 翁情达，96岁，中国水利工程专家，武汉大学教授。[113]

### 25日
- 李康华，66岁，中国骨科医学专家，中南大学骨科研究所原所长。[114]
- 玛丽亚·阿劳霍（西班牙语：María Araujo），70岁，西班牙服装设计师，死于2019冠状病毒病。[115]
- 马蒂纽·卢特罗·加拉蒂（英语：Martinho Lutero Galati），66歲，巴西指挥家，死於2019冠状病毒病。[116]
- 凯斯·巴克（荷兰语：Kees Bakker (sportbestuurder)），76岁，荷兰維迪斯職業足球基金會主席，死于2019冠状病毒病。[117]
- 杨永乐，79岁，中国政治人物，浙江省嘉兴市人大常委会原副主任，九三学社嘉兴市委原主委。[118]
- 让-路易·贝尔纳（法語：Jean-Louis Bernard），81岁，法国政治人物，前奥尔良市长（1988年－1989年）。[119]
- 让-伊夫·韦亚尔（法語：Jean-Yves Veillard），81岁，法国历史学家。[120]
- 丛正龙，83岁，中国政治人物，辽宁省人大常委会原副主任。[121]
- 肖焕雄，87岁，中国水利水电专家，武汉大学教授。[122]
- 巫昌祯，90岁，中国婚姻法学家，中国政法大学教授，全国政协委员（1988年－2003年）。[123]
- 达尼洛·巴罗齐（英语：Danilo Barozzi），92岁，意大利自行车运动员，死於2019冠状病毒病。[124]
- 徐明，95岁，中国老红军，中共江西省委机要处原处长。[125]
- 馬仲牧，100岁，中国蒙古族圣职者，前天主教宁夏教区主教。[126]
- 弗洛伊德·卡多兹（英语：Floyd Cardoz），59歲，印度裔美國厨師，死於2019冠状病毒病。[127]
- 安杰洛·莫雷斯基（義大利語：Angelo Moreschi），67歲，義大利天主教主教、甘貝拉宗座代牧區宗座代牧（2009年－2020年），死於2019冠状病毒病。[128]
- 马克·布鲁姆（英語：Mark Blum），69歲，美國演員，死於2019冠状病毒病。[129]
- 德托·马里亚诺（英语：Detto Mariano），82歲，義大利音樂家、作曲家，死於2019冠状病毒病。[130]
- 保罗·戈马（英语：Paul Goma），84歲，羅馬尼亞政治異見人士、作家，死於2019冠状病毒病。[131]
- 埃德曼·艾瓦兹扬（英语：Edman Ayvazyan），87歲，伊朗裔亞美尼亞畫家。[132]
- 根纳季·博戈米亚科夫（俄語：Геннадий Богомяков），89岁，苏联政治人物，前苏共秋明州委第一书记（1973年－1990年）。[133]
- 哈里·阿尔特斯（英语：Harry Aarts），90歲，荷蘭前國會二院議員（1973年－1993年），死於2019冠状病毒病。[134]
- 米格尔·克鲁斯·埃尔南德斯（西班牙語：Miguel Cruz Hernández），100岁，西班牙政治人物，前萨拉曼卡市长（1958年－1962年）。[135]

### 24日
- 史蒂文·迪克（英語：Steven Dick），37歲，英國外交官、英国驻布达佩斯大使馆代表团副团长，死於2019冠状病毒病。[136]
- 比爾·萊夫林（英语：Bill Rieflin），59歲，美國搖滾鼓手，曾為深紅之王、內閣樂團（英语：Ministry (band)）、Revolting Cocks（英语：Revolting Cocks）、R.E.M.等樂團打鼓。死於癌症。[137]
- 穆罕默德·法拉赫（英语：Mohamed Farah (footballer)），59歲，索马里足球运动员，死於2019冠状病毒病。[138]
- 赫妮·波朗哥（西班牙語：Jenny Polanco），62歲，多米尼加共和国服装设计师，死於2019冠状病毒病。[139]
- 刘国安，67岁，中国政治人物，浙江省丽水市人大常委会原副主任。[140]
- 刘祥，68岁，中国作家，北京市通州区作家协会主席。[141]
- 利洛·韦内齐亚（義大利語：Lillo Venezia），70岁，意大利记者，死於2019冠状病毒病。[142]
- 皮耶路易吉·孔松尼（義大利語：Pierluigi Consonni），71岁，意大利足球运动员，死於2019冠状病毒病。[143]
- ，72岁，美国导演、编剧。[144]
- 艾伦·芬德（英語：Alan Finder），72岁，美國前《紐約時報》記者，死於2019冠状病毒病。[145]
- 泰伦斯·迈克耐利（英语：Terrence McNally），81岁，美国剧作家、电影剧本作家，死於2019冠状病毒病。[146]
- 阿尔瓦罗·阿劳霍·诺格拉（西班牙語：Álvaro Araújo Noguera），84岁，哥伦比亚土木工程师、政治人物，前农业部长（1976年－1977年）。[147]
- 马努·迪班戈（法語：Manu Dibango），86歲，喀麦隆音乐家，死於2019冠状病毒病。[148]
- 阿纳托利·莫克连科（烏克蘭語：Анатолій Мокренко），87岁，乌克兰歌唱家，苏联人民艺术家。[149]
- 洛伦佐·阿夸罗内（英语：Lorenzo Acquarone），89岁，意大利律师、政治人物，死於2019冠状病毒病。[150]
- 约翰·戴维斯（英語：John Davies），90岁，美国游泳运动员、法官。[151]
- 阿尔贝·乌代尔佐（法語：Albert Uderzo），92岁，法国漫画家、编剧。[152]
- 约翰·F·默里（英语：John F. Murray），93岁，美国胸腔科医师，死於2019冠状病毒病。[153]
- 杨润身，96岁，中国小说家、编剧，中国作家协会天津分会原副主席。[154]

### 23日
- 乌萨马·里亚兹（英语：Usama Riaz），26岁，巴基斯坦医生，死於2019冠状病毒病。[155]
- 佐罗罗·马坎巴（英语：Zororo Makamba），30岁，津巴布韦记者，死於2019冠状病毒病。[156]
- 纳肖姆·伍登（英語：Nashom Wooden），50岁，非裔美国变装皇后，死於2019冠状病毒病。[157]
- 保罗·卡斯莱克（英语：Paul Karslake），61岁，英国画家，死於2019冠状病毒病。[158]
- 莫里斯·伯格（英语：Maurice Berger），63岁，美国文化历史学家、艺术评论家，死於2019冠状病毒病。[159]
- 卡洛杰罗·里祖托（英语：Calogero Rizzuto (architect)），65岁，意大利建筑师，死於2019冠状病毒病。[160]
- 朱塞佩·貝拉爾代利（義大利語：Giuseppe Berardelli），72歲，意大利神父，卡斯尼哥（Casnigo）堂區主任司鐸，死於2019冠状病毒病。[161]
- 何塞·福尔加多（西班牙語：José Folgado），75歲，西班牙政商界人物，前特雷斯坎托斯市长（2007年－2012年），西班牙電網公司董事长（2012年－2018年），死於2019冠状病毒病。[162]
- 博尔哈·多梅克·索利斯（西班牙语：Borja Domecq Solís），75歲，西班牙商人，死於2019冠状病毒病。[163]
- 申云浩（韓語：신운호），79岁，朝鲜军旅作家，功勋国家合唱团创作科顾问。[164]
- 文国刚，80岁，中国击剑运动员、教练员。[165]
- 何塞·加西亚·冈萨雷斯（西班牙語：José García González），81岁，西班牙神經內科医师。[166]
- 威廉·斯特恩（英语：William Stern (businessman)），84歲，匈牙利裔英国商人，死於2019冠状病毒病。[167]
- 安东尼奥·加西亚-莫雷诺（西班牙语：Antonio García-Moreno），87歲，西班牙神父、律师、神学家，死於2019冠状病毒病。[168]
- 温端政，88岁，中国语言学家，山西省社会科学院语言研究所名誉所长。[169]
- 露西娅·波塞（義大利語：Lucia Bosè），89歲，義大利女演員，死於2019冠状病毒病。[170]
- 沃尔特·罗布（英语：Walter Robb (engineer)），91歲，美國工程师、执行官、慈善家，死於2019冠状病毒病。[171]
- 曲云，92岁，中国电影演员。[172]
- 吕西安·塞夫（法語：Lucien Sève），93歲，法國哲學家、共產主義者，死於2019冠状病毒病。[173]
- 郝荣贵，97岁，中国老红军，广东省军区后勤部顾问。[174]
- 罗伯特·莱文森（英語：Robert Levinson），美國情報官員（2007年失蹤。此日宣告死亡）。[175]

### 22日
- 劉真，44歲，台灣舞蹈老師、藝人，藝人辛龍之妻，死於腦壓過高多重器官衰竭。 [176]
- 瓦西里·奥瓦图（羅馬尼亞語：Vasile Ouatu），70歲，罗马尼亚政治人物、商人，死於2019冠状病毒病。[177]
- 皮诺·格里马尔迪（義大利語：Pino Grimaldi），71歲，意大利设计家，死於2019冠状病毒病。[178]
- 王秦平，76岁，中国政治人物，原国家质检总局副局长。[179]
- 乔瓦尼·布兰迪诺（義大利語：Giovanni Blandino），83歲，意大利雕塑家、画家，死於2019冠状病毒病。[180]
- 何塞·马里亚·洛伊萨加·比吉里（西班牙語：José María Loizaga Viguri），83歲，西班牙商人，死於2019冠状病毒病。[181]
- 迈克·隆哥（英语：Mike Longo），83歲，美國爵士鋼琴家、作曲家，死於2019冠状病毒病。[182]
- 贝尼托·霍安内（西班牙語：Benito Joanet），84歲，西班牙足球運動員、教練，死於2019冠状病毒病。[183]
- 梁天，原名梁乃輝，87歲，香港電視劇演員及監製。[184]
- 赫尔马·科隆（英语：Germà Colón），92歲，西班牙哲學家、加泰罗尼亚语词汇学家，死於2019冠状病毒病。[185]
- 張月娥，93歲，台灣教育家，終身推動宜蘭傳統音樂教育，同月17日獲頒總統府褒揚令。[186]
- 李方，102岁，中国老红军，前解放军政治学院副教育长。[187]
- 梁川理央（日語：やながわ 理央），日本成人漫畫家。[188]

### 21日
- 張鐵樑，37歲，香港紀錄片監製，死於胃癌。[189]
- 任军，45岁，中国动物遗传育种与繁殖专家，江西农业大学教授。[190]
- 李豫川，49岁，中国围棋职业六段棋手，河南省围棋协会副秘书长。[191]
- 艾琳·巴维耶拉，60歲，菲律賓政治學家、漢學家，死於2019冠状病毒病。[192]
- 付小安，65岁，中国民营企业人物，湖北鄂州武昌鱼集团董事长。[193]
- 杨忠年，67岁，中国政治人物，武汉市东西湖区政协原副主席。[194]
- 让-雅克·拉扎芬德拉纳齐（英语：Jean-Jacques Razafindranazy），68歲，马达加斯加裔法国医生，死於2019冠状病毒病。[195]
- 巴拉辛甘，73岁，马来西亚运动员。[196]
- 洛倫佐·桑斯（西班牙語：Lorenzo Sanz），76歲，西班牙商人，前，死于2019冠状病毒病。[197]
- 伊井篤史（日語：伊井 篤史），81岁，日本聲優，演员。[198]
- 比森特·卡德维拉（英语：Vicenç Capdevila），83歲，西班牙政治人物，前眾議院议员（1977年－1979年），死於2019冠状病毒病。[199]
- 增岡弘（日語：増岡 弘），83歲，日本聲優。曾演出動畫作品《海螺小姐》、《麵包超人》。死於直腸癌。[200]
- 宮城真理子（日語：宮城 まり子），83歲，日本歌手兼演員。養護機構「合歡の木學園」（日語：ねむの木学園）創辦人。淋巴癌。[201]
- 加户守行（日語：加戸 守行），85岁，日本政治人物，原爱媛县知事（1999年－2010年）。[202]
- 郭文秋，85岁，中国河南坠子表演艺术家，山东省济南市曲艺团原团长。[203]
- 玛格丽特·德里达（法語：Marguerite Derrida），87歲，法国精神分析学家，死於2019冠状病毒病。[204]
- 李珍，88岁，中国人民解放军少将，原第26集团军副政治委员。[205]
- 岳书仓，88岁，中国矿床学家，合肥工业大学教授，安徽省政协原副主席。[206]
- 赫尔穆特·斯特恩（德語：Hellmut Stern），91岁，德国小提琴演奏家。[207]
- 刘毅生，102岁，广西日报社原总编辑，中共广西壮族自治区党委原秘书长。[208]
- 艾哈迈德·松吉（波斯語：احمد آهنگی），伊朗足球運動員、教練，死於2019冠状病毒病。[209]

### 20日
- 劉勵，45歲，中國女醫師，武漢市中心醫院倫理委員會成員，死於2019冠状病毒病。[210]
- 路易吉·罗尼（法语：Luigi Roni），78歲，義大利歌劇歌手，死於2019冠状病毒病。[211]
- 雅克·乌丹（英语：Jacques Oudin），80歲，法國政治人物，前參議員（1986年－2004年），死於2019冠状病毒病。[212]
- 肯尼·罗杰斯（英語：Kenneth Rogers），81岁，美国乡村音乐歌手，三届得主。[213]
- 阿里·哈比卜·马哈茂德（阿拉伯語：علي حبيب محمود），81岁，叙利亚军官、政治人物，前国防部长（2009年－2011年）。[214]
- 楠部三吉郎（日语：楠部三吉郎），82岁，日本动画制作人，新銳動畫公司名誉会长。[215]
- 马里诺·夸雷西明（英语：Marino Quaresimin），82歲，義大利政治人物，前维琴察市长（1995年－1998年），死於2019冠状病毒病。[216]
- 卡洛斯·法尔科-费尔南德斯·德·科尔多瓦（西班牙語：Carlos Falcó y Fernández de Córdoba），83歲，西班牙貴族、企業家、第五代格里尼翁侯爵，死於2019冠状病毒病。[217]
- 何如伟，93岁，中国政治人物，海南省关心下一代工作委员会原常务副主任。[218]
- 鲍里斯拉夫·斯坦科维奇，94岁，塞尔维亚篮球运动员、教练，前秘书长（1976年－2003年）。[219]
- 王毅，100岁，中国政治人物，吉林省妇联原主任，吉林省人大常委会原委员，第三届全国人大代表。[220]

### 19日
- 李治勋（韓語：이치훈），31岁，韩国影视剧演员，死於急性败血症。[221]
- ，35岁，英格兰足球运动员，司职边锋。[222]
- 梅莉，55岁，中国学术期刊编辑，华中师范大学历史文化学院教授。[223]
- 哈米德·卡赫拉姆（波斯語：حمید کهرام），62歲，伊朗政治人物、獸醫，前伊斯蘭議會議員（2000年－2004年），死於2019冠状病毒病。[224]
- 翁家忍，65岁，中国政治人物，国家体育总局离退休干部局原局长、党委书记，中国门球协会主席（2014年－2020年）。[225]
- 奥尔吕斯·马贝莱（法語：Aurlus Mabélé），66歲，剛果共和國音樂人，死於2019冠状病毒病。[226]
- 因诺琴佐·多尼纳（義大利語：Innocenzo Donina），69歲，義大利足球運動員，死於2019冠状病毒病。[227]
- 安东尼奥·米凯莱·斯坦卡（英语：Antonio Michele Stanca），77歲，義大利遺傳學家，死於2019冠状病毒病。[228]
- 尤里·萨福诺夫（俄語：Юрий Сафонов），84岁，俄罗斯地质学家、地球化学家，俄罗斯科学院通讯院士。[229]
- 黎明島，87歲，越南军事人物，前越南共和國陸軍少將。[230]
- 刘文敏，88岁，中国政治人物，重庆市妇女联合会原副主任。[231]
- 李道增，90岁，中国建筑学家，中国工程院院士，清华大学建筑学院教授。[232]
- 埃迪·齐格勒（德語：Edi Ziegler），90岁，德国自行车运动员。[233]
- 李延昌，95岁，中国军事人物，宁波军分区原顾问。[234]

### 18日
- 文智允（韓語：문지윤），36歲，韓國演員。[235]
- 洪烛，52岁，本名王军，中国诗人，中国文联出版社文学编辑室原主任。[236]
- 罗丝·玛丽·孔帕雷（法語：Rose Marie Compaoré），61歲，布基纳法索议会第二副议长（2015年－2020年），死於2019冠状病毒病。[237]
- 亨利·里什莱（英语：Henri Richelet），75歲，法國畫家，死於2019冠状病毒病。[238]
- 塞尔吉奥·特林达德（葡萄牙語：Sérgio Trindade），79歲，巴西化学工程师、研究员、可再生能源专家和可持续发展顾问，死於2019冠状病毒病。[239]
- 蔡兰，80岁，中国农业机械专家，原江苏理工大学校长。[240]
- 卢恰诺·费代里奇（義大利語：Luciano Federici），81歲，義大利足球運動員，死於2019冠状病毒病。[241]
- 让·勒贝尔（英语：Jean Leber），81歲，法國小提琴家，死於2019冠状病毒病。[242]
- 李離和（韓語：이이화），82岁，韩国历史学家。[243]
- ，84岁，西班牙足球运动员，前主教练。[244]
- 阿尔弗莱德·沃尔登（英語：Alfred Worden），88岁，美国宇航员，执行过阿波罗15号登月任务。[245]
- 塔尔奇西奥·斯特拉马雷（義大利語：Tarcisio Stramare），91歲，義大利監督、聖經學家、作家、教師，死於2019冠状病毒病。[246]

### 17日
- 宛雪丰，48岁，中国水务工作者，沈阳水务集团五水厂副厂长、劳动模范。[247]
- 谷正气，56岁，中国教育界人物，湖南文理学院党委书记，死於心脏病。[248]
- 曼努埃尔·塞里福·尼亚马乔（葡萄牙語：Manuel Serifo Nhamadjo），61岁，几内亚比绍政治人物，前过渡总统（2012年－2014年）。[249]
- 貝蒂·威廉斯（英語：Betty Williams），76岁，北爱尔兰出身的和平运动家，1976年诺贝尔和平奖得主。[250]
- 愛德華·利莫诺夫（俄語：Эдуард Лимонов），77岁，俄罗斯作家、诗人、持不同政见者。[251]
- 史蒂夫·舒瓦茨（英語：Stephen Schwartz），78岁，美国华盛顿大学医学院病理学系教授，死于2019冠状病毒病。[252]
- 小鳳仙，78–79歲，本名陳麗如，臺灣歌仔戲女演員。[253]
- 萊爾·瓦格納（英語：Lyle Wagoner），84歲，美國演員，曾參與作品電視劇《神力女超人》。[254]
- 山岸健（日語：山岸 健），85岁，日本社会学家，大妻女子大学名誉教授。[255]
- 手島悠介（日語：手島 悠介），85岁，日本儿童文学作家。[256]
- 张雪华，85岁，中国口腔医学教育家，武汉大学口腔医学院教授。[257]
- 蒙素芬，87岁，中国政治人物，贵州省政协原副主席。[258]
- 林韵梅，87岁，中国岩石力学专家，东北大学教授。[259]
- 卓天妹，95岁，中國人，侵华日军慰安妇制度受害幸存者。[260]
- 陆如山，96岁，中国放射生物学家，北京协和医学院教授，世界卫生组织原助理总干事。[261]
- 罗杰·梅威瑟（英语：Roger Mayweather），58岁，美国拳击教练，前拳击运动员，职业拳击手弗洛伊德-梅威瑟的叔叔兼教练。[262]
- 卡梅洛·利松·托洛萨纳（西班牙語：Carmelo Lisón Tolosana），90岁，西班牙文化人类学家，马德里康普顿斯大学名誉教授。[263]

### 16日
- 孟国顺，49岁，中国天主教汾阳教区神父。[264]
- 萧丹，52岁，美国地球物理学家，亚利桑那大学行星科学系教授。[265]
- 塞尔焦·巴西（英语：Sergio Bassi），69歲，義大利原創歌手，死於2019冠状病毒病。[266]
- 姜安荣，73岁，中国政治人物，原福建省农业厅厅长。[267]
- 弗朗切斯科·萨韦里奥·帕沃内（英语：Francesco Saverio Pavone），76歲，義大利裁判官，死於2019冠状病毒病。[268]
- 周廷显，83岁，中国通信技术专家，哈尔滨工业大学教授。[269]
- 赵元，94岁，中国电影导演，金鸡奖最佳导演奖得主。[270]
- 法里博尔兹·赖斯达那（波斯語：فریبرز رئیسدانا），72歲，伊朗經濟學家、社會學家、活動家、教授，死於2019冠状病毒病。[271]
- 哈希姆·巴特哈伊·戈勒派耶甘尼（波斯語：هاشم بطحایی گلپایگانی），79歲，伊朗宗教人士、政治家、專家會議成員，死於2019冠状病毒病。[272]
- 尼古拉·阿尔丰西（英语：Nicolas Alfonsi），84歲，法國參議員，死於2019冠状病毒病。[273]

### 15日
- 里察·L·漢納（英語：Richard L. Hanna），69岁，美国政治人物，前众议院议员（2011年－2017年）。[274]
- 朝倉正昭（日語：朝倉 正昭），78岁，日本体育教育家，国士馆大学原校长。[275]
- 艾塔奇·亚尔曼（土耳其語：Aytaç Yalman），79歲，土耳其陸軍將軍，前陆军总司令（2002年－2004年），死於2019冠状病毒病。[276]
- 權根述（韓語：권근술），79岁，韩国新闻工作者，《韓民族日報》原社长。[277]
- 邵强，80岁，中国政治人物，中共新疆维吾尔自治区党委宣传部原副部长。[278]
- 黄克勤，86岁，中国摄影师，湖北省摄影家协会原副主席。[279]
- 宁津生，87岁，中国大地测量学家，中国工程院院士，武汉大学教授。[280]
- 金敬迈，89岁，中国军旅作家，著有小说《欧阳海之歌》。[281]
- 木斧，89岁，本名杨莆，中国诗人，四川文艺出版社原副总编辑。[282]
- 沈福林，91岁，中国军事人物，原空军导弹学院院长。[283]
- 諏訪兼位（日語：諏訪 兼位），91岁，日本地球科学家，原日本福祉大学校长，名古屋大学名誉教授。[284]
- ，92岁，意大利建筑设计师，死于2019冠状病毒病。[285]
- 张汉源，95岁，马来西亚华裔政治人物，前卫生部长（1978年－1982年）、交通部长（1983年－1986年）。[286]
- 庄重，103岁，中国报业人物，法制日报社原社长。[287]

### 14日
- 朱保葛，59岁，中国大豆遗传育种学家，中国科学院遗传与发育生物学研究所研究员。[288]
- 王银章，80岁，中国人民解放军少将，广东省惠州军分区原司令员，惠州市人大常委会原副主任。[289]
- 郑增茂，80岁，中国政治人物，中共河南省委原副书记。[290]
- 皮耶罗·施莱辛格（義大利語：Piero Schlesinger），90歲，義大利銀行家，死於2019冠状病毒病。[291]
- 叶和清，92岁，中国抗日战争老兵，原中南政法学院副院长。[292]
- 王龙河，95岁，中国教育工作者，原南京师范大学教务处副处长。[293]
- 刘少惠，101岁，中国抗日战争老兵。[294]
- 陈以谋，101岁，中国抗日战争老兵。[295]
- 秦华礼，107岁，中国教育家，原南京邮电学院首任党委书记兼院长。[296]
- 穆巴希尔·哈桑，98岁，巴基斯坦政治人物，前财政部长。[297]
- 仲西環（日語：仲西 環），44歲，日本女性配音員及舞台劇女演員。曾在《蒼穹之戰神》系列中聲演皆城乙姫和皆城織姫。[298]
- 瀨畑奈津子（日語：瀬畑 奈津子），73歲，日本聲優、歌手。[299]
- 克里斯·里德（英語：Chris Reed），30歲，美日混血花式滑冰運動員，曾代表日本參加冬季奧運，死於突发心脏病。[300]

### 13日
- 布伦娜·泰勒（英語：Breonna Taylor），26岁，美国紧急医疗技术员，枪击。[301]
- 尹虎彬，59岁，中国民俗学家，中国民族语言学会会长，主要著作《古代经典与口头传统》、译作《故事的歌手》等。[302]
- 纳赛尔·沙巴尼（波斯語：ناصر شعبانی），62岁，伊朗伊斯蘭革命衛隊將軍，死於2019冠状病毒病。[303]
- 喬治·瓦洛蒂（義大利語：Giorgio Valoti），70歲，義大利政治人物，倫巴底區貝爾加莫切內市市長，死於2019冠状病毒病。[304]
- 楊牧，79歲，本名王靖獻，臺灣作家、詩人，國立東華大學講座教授，於2000年榮獲國家文藝獎，著作《葉珊散文集》、《楊牧詩集》等。[305]
- 朱继滨，85岁，中国政治人物，山东省济南市人大常委会原副主任。[306]
- 李承潤（韓語：이승윤），88岁，韩国政治人物，前副总理兼经济企划院部长（1990年－1991年）。[307]
- 马耀南，90岁，中国书画家，民革原中央委员。[308]
- 文德守（韓語：문덕수），91岁，韩国诗人，弘益大学名誉教授。[309]
- 李卓宝，91岁，中国教育学家、心理学家，清华大学教育研究所首任所长。[310]
- 鶴田卓彦（日語：鶴田 卓彦），92岁，日本实业家，前日本经济新闻社社長（1993年－2003年）。[311]
- 草場良八（日語：草場 良八），94岁，日本刑事法官，前最高裁判所长官（1990年－1995年）。[312]
- 达娜·扎托普科娃（捷克語：Dana Zátopková），97歲，捷克女子标枪运动员，1952年赫尔辛基奥运会金牌得主。[313]
- 吕西安·布朗（法語：Lucien Braun），97岁，法国哲学家，马克·布洛克大学校长（1978年－1983年）。[314]
- 李其华，102岁，中国老红军，解放军总医院原院长。[315]

### 12日
- 托涅·馬歇爾（英语：Tonie Marshall），68歲，法國導演，作品《維納斯美容院》、《接近天堂》、《壞蛋的孩子》等，2005年榮獲法國凱撒最佳導演獎。[316]
- 沃尔夫冈·霍夫曼（德語：Wolfgang Hofmann），78岁，德国柔道运动员，1964年东京奥运会银牌得主。[317]
- 姚蒙正，80岁，中国化学家，大连理工大学化工学院教授。[318]
- 潘宏启，86岁，中国政治人物，广东省梅州市政协原主席。[319]
- 刘文华，88岁，中国经济法学家，中国人民大学教授。[320]
- 乔凡尼·巴蒂斯塔·拉比诺（義大利語：Giovanni Battista Rabino），88歲，義大利政治人物，前蒙塔尔多斯卡兰皮市长（2004年－2009年），死於2019冠状病毒病。[321]
- 申智植（韓語：신지식），90岁，韩国儿童文学作家。[322]
- 黄冶，92岁，中国政治人物，原四川省重庆市政协主席。[323]
- 瓦连京·科尔金（俄語：Валентин Колдин），94岁，俄罗斯法医，莫斯科国立大学名誉教授。[324]
- 多羅絲·麥克林（英語：Dorothy Maclean），100岁，加拿大作家，教育家。[325]

### 11日
- 查尔斯·武奥里宁（英語：Charles Wuorinen），81歲，芬蘭裔美國作曲家，1970年普立茲獎得主。[326]
- 布鲁诺·隆吉（義大利語：Bruno Longhi (musicista)），84岁，意大利单簧管及萨克斯演奏家，死於2019冠状病毒病。[327]
- 久里曹·约瑟夫（匈牙利語：Gyuricza József），86岁，匈牙利击剑运动员。[328]
- 杨千里，87岁，中国通信技术专家，中国卫星应用大会主席。[329]
- 秦科才，88岁，中国政治人物，河南省原副省长。[330]
- 文太俊（韓語：문태준），92岁，韩国政治人物，前保健社会部部长（1988年－1989年）。[331]
- 桂承平，93岁，新加坡画家。[332]
- 俞尚德，100岁，中国中医师，杭州市肿瘤医院主任医师。[333]

### 10日
- 丁憬，55岁，中国政治人物，新疆可克达拉市党委书记。[334]
- 马塞洛·佩拉尔塔（西班牙語：Marcelo Peralta），59歲，阿根廷薩克斯風演奏者、教師，死於2019冠状病毒病。[335]
- 羅伯托·斯特拉（義大利語：Roberto Stella），67歲，義大利醫師，倫巴第大區瓦雷澤市醫療協會會長，死於2019冠状病毒病。[336]
- 玄吉彦（韓語：현길언），80岁，韩国小说家。[337]
- 俞康胤，82岁，中国石油勘探学家，中国石油大学 (北京)教授。[338]
- 潘春林，83岁，中国政治人物，江苏省人民政府原副秘书长。[339]
- 穆罕默德·基亚瓦什（波斯語：محمد کیاوش），90岁，伊朗政治人物，前伊斯兰议会议员（1980年－1988年），死於2019冠状病毒病。[340]

### 9日
- 張石麟，74岁，台灣物理學家，清華大学物理系教授，中央研究院第28屆院士。[341]
- 许思安，44岁，中国心理学家，华南师范大学心理学院副教授。[342]
- 誉田龙一（日語：誉田 龍一），57岁，日本推理小说家。[343]
- 李且壽（韓語：이차수），62歲，韓國政治人物，前大邱北区议会主席，死於2019冠状病毒病。[344]
- 朱和平，67岁，中国医务工作者，武汉市中心医院眼科副主任医师，死於2019冠状病毒病。[345]
- 穆罕默德礼萨·拉赫查姆尼（波斯語：محمدرضا راهچمنی），67岁，伊朗政治人物，前伊斯兰议会议员（1984年－2000年），死於2019冠状病毒病。[346]
- 古賀俊昭（日語：古賀 俊昭），72岁，日本政治人物，自由民主党所属東京都議会議員。[347]
- 孙嘉喜，78岁，中国政治人物，原浙江省新闻出版局副局长。[348]
- 瓦列里·卢宁（俄語：Валерий Лунин），80岁，俄罗斯化学家，俄罗斯科学院院士。[349]
- 黄颂杰，82岁，中国西方哲学史家，复旦大学哲学系教授、原系主任。[350]
- 孔志远，83岁，中国政治人物，新疆伊犁哈萨克自治州党委原常委、纪委书记。[351]
- 沈默，87岁，中国雕塑家。[352]
- 何塞·希门内斯·洛萨诺（西班牙語：José Jiménez Lozano），89岁，西班牙作家，2002年奖得主。[353]
- 伊塔洛·德赞（義大利語：Italo De Zan），94岁，意大利自行车运动员，死於2019冠状病毒病。[354]
- 今井清一（日語：今井 清一），96岁，日本历史学家，横浜市立大学名誉教授。[355]
- 理查德·蓋伊（英语：Richard K. Guy），103歲，英國－加拿大籍數學家。[356]

### 8日
- 周紫光，70岁，中国火箭科学家，北京理工大学教授。[357]
- 汪润林，78岁，中国民间文学家，陕西省宝鸡市民间文艺家协会副主席。[358]
- 嘉納行光（日語：嘉納 行光），88岁，日本柔道家，全日本柔道連盟原会長（1980年－2009年）。[359]
- ，90歲，瑞典男演員。[360]
- 陈光元，96岁，中国抗日战争老兵。[361]

### 7日
- 法蒂玛·拉赫巴尔（波斯語：فاطمه رهبر），56岁，伊朗政治人物，前伊斯兰议会议员（2004年－2016年），死於2019冠状病毒病。[362]
- 范廷枢，85岁，中国政治人物，江苏省苏州市政协原副主席。[363]
- 杜维善，86岁，中国收藏家，古钱币研究家，近代中國上海租界青幫三大亨之一杜月笙之柒子。[364]
- 雷扎·穆罕默迪·兰加鲁迪（波斯語：رضا محمدی لنگرودی），91歲，伊朗什葉派宗教人物，死於2019冠状病毒病。[365]
- 白云海，93岁，中国政治人物，新疆伊犁州政协原副主席。[366]
- 景才瑞，95岁，中国地理学家，华中师范大学教授。[367]
- 周西林，98岁，中国政治人物，前杭州师范学院图书馆副馆长。[368]

### 6日
- 官庆，55岁，中国政治人物，中国建筑集团有限公司原董事长（2015年－2019年）。[369]
- 李龙生，56岁，中国政治人物，海南省人大常委会委员（2018年－2020年）。[370]
- 姜伟，57岁，中国经济学家，沈阳大学教授。[371]
- 吴宗欣，68岁，美籍华裔中国土工合成材料专家，科罗拉多大学土木学院教授。[372]
- 麥考伊·泰納（英语：McCoy Tyner），81歲，美國爵士鋼琴家。[373]
- 惠博生，85岁，中国整形外科专家，北京大学第三医院成形外科主任医师。[374]
- 蓝信钜，87岁，中国激光技术专家，华中科技大学教授。[375]
- 吴野，90岁，中国文学评论家，四川省社会科学院文学所原所长。[376]
- 坂村貞雄（日語：坂村 貞雄），94岁，日本农学家，北海道大学名誉教授，帶廣畜產大學原校长（1990年－1996年）。[377]
- 沙利士（葡萄牙語：Arnaldo de Oliveira Sales），100歲，香港社会活动家，港协暨奥委会永遠名譽會長，前市政局主席（1973年－1981年）。[378]

### 5日
- 梁维泮，81岁，马来西亚政治人物，前马华公会代总会长。[379]
- 戎加升，74岁，中国茶业人物，戎氏制茶技艺第二代传人。[380]
- 陳大河，87歲，香港玩具商人，上市公司彩星集團創辦人，被譽為「忍者龜之父」。[381]
- 陈白子，93岁，中国诗人，南通市作家协会原副主席。[382]
- 徐纯性，97岁，中国政治人物，河北省政协原副主席。[383]
- 熊寿明，102岁，中国抗日战争老兵。[384]
- 斯坦尼斯拉夫·博格达诺维奇（烏克蘭語：Станіслав Богданович），27岁，乌克兰国际象棋棋手。[385]
- 特洛伊·柯林斯（英語：Troy Collings），33岁，新西兰籍导游、商人。（讣闻发布日）[386]
- 侯赛因·谢赫伊斯兰（波斯語：حسین شیخالاسلام），67岁，伊朗外交官，前外交部长顾问，死於2019冠状病毒病。[387]
- 所罗门·贝雷瓦（英語：Solomon Berewa），81岁，塞拉利昂政治人物，前副总统（2002年－2007年）。[388]
- 三浦宏文（日語：三浦 宏文），82岁，日本机械工程专家，東京大学名誉教授，前工學院大學校长（2003年－2009年），日本机器人学会会长（1993年－1994年）。[389]
- 埃米利奥·卡普里莱（義大利語：Emilio Caprile），91岁，意大利足球运动员。[390]

### 4日
- 顾敏芳，60岁，中国书法家，中国标准草书学社秘书长。[391]
- 司徒兆光，80岁，中国雕塑家，中央美术学院教授。[392]
- 宋文坚，91岁，中国逻辑学家，北京大学哲学系教授。[393]
- 郭可谦，96岁，中国机械技术史专家，北京航空航天大学教授。[394]
- 郑邦和，100岁，中国眼科病理学家，原北京同仁医院眼科副主任。[395]
- 阿列克谢·索罗金（俄語：Алексей Сорокин），97岁，苏联军事领导人，海军元帅。[396]
- 哈维尔·佩雷斯·德奎利亚尔（西班牙語：Javier Pérez de Cuéllar），100歲，秘鲁外交官，前总理（2000年－2001年），聯合國秘書長（1982年－1991年）。[397]

### 3日
- 梅仲明，57岁，中国医生，武汉市中心医院眼科副主任，死於2019冠状病毒病。[398]
- 克里木，79歲，中國男高音歌唱家，舞蹈家，影视演员。[399]
- 陈清河，80岁，中国工艺美术大师，安溪竹藤编技艺传承人，全国劳动模范。[400]
- 苗东升，83岁，中国科技哲学家，中国人民大学哲学院教授。[401]
- 美文，97岁，中国光学信息处理专家，北京理工大学光电学院教授。[402]
- 别役实（日語：別役 実），82岁，日本剧作家，日本荒诞派戏剧奠基人。[403]
- 胜目梓（日語：勝目 梓），87岁，日本小说家。[404]
- 宫永丰，90岁，中国人民解放军中将，原第二炮兵副政治委员。[405]
- 斯坦尼斯瓦夫·卡尼亞（波蘭語：Stanisław Kania），92岁，波兰政治人物，前波兰统一工人党第一书记（1980年－1981年）。[406]
- 犬丸一郎（日語：犬丸 一郎），93岁，日本实业家，帝國飯店原社长。[407]
- 米哈伊尔·布拉托夫（俄語：Михаил Булатов），95岁，俄罗斯二战老兵，苏联英雄。[408]

### 2日
- 肖念涛，47岁，中国作家，湖南省散文学会副会长，著有长篇小说《独木桥上》等。[409]
- 温德斌，60岁，中国美术片导演，中央美术学院教授。[410]
- 南平，64岁，中国人民武装警察部队少将，山东省总队原司令员。[411]
- 洪國華，65歲，香港女藝人。[412]
- 赛义德·穆罕默德·米尔-穆罕默迪（波斯語：سید محمد میرمحمدی），70岁，伊朗政治人物，確定國家利益委員會成員，死於2019冠状病毒病。[413]
- 顾玉林，71岁，中国世界语者，甘肃师范大学教授，甘肃省世界语协会理事长。[414]
- 李国强，73岁，香港杂志编辑，前《廣角境》雜誌社總編輯（1979年－1998年），香港各界文化促進會創會理事長，第八至十一届全國政协委員（1993年－2013年）。[415]
- 张贤达，73岁，中国信号处理专家，长江学者特聘教授。[416]
- 李国钧，75岁，中国信鸽爱好者，湖北省信鸽协会副会长，国家级裁判员，死於2019冠状病毒病。[417]
- 乌雷，76岁，德国行为艺术家。[418]
- 王英杰，79岁，中国政治人物，原北京市交通局局长。[419]
- 弗拉基米尔·舒拉廖夫（俄語：Владимир Шуралёв），84岁，苏联大将，前国防部副部长（1990年－1991年）。[420]
- 石原舜三（日語：石原 舜三），85岁，日本地球科学家，北海道大学教授。[421]
- 周治华，85岁，中国政治人物，集邮家，江苏省苏州市政协原副主席。[422]
- 周继旨，87岁，中国哲学史家，南京大学哲学系教授。[423]
- 朱雁冰，87岁，中国翻译家，四川外语学院教授。[424]
- 谭双泉，90岁，中国近代史专家，湖南师范大学教授。[425]
- 唐厚志，95岁，中国仲裁界人物，中国国际经济贸易仲裁委员会原名誉副主任。[426]
- 乔治·丰泰斯（法語：Georges Fontès），95岁，法国政治人物，前贝济耶市长（1983年－1989年），退伍军人事务部长（1986年－1988年）。[427]

### 1日
- 林肇宏，41岁，中国经营管理学者，海南大学教授。[428]
- 莫炜，46岁，中国生物化学家，复旦大学基础医学院副教授，博士生导师。[429]
- 解玉峰，51歲，中國戲曲史學者，南京大學文學院教授。[430]
- 江學慶，55歲，中國醫師，任職武漢市中心醫院，死於2019冠状病毒病。[431]
- 杨子进，72岁，中国政治人物，江西省南昌市公安交管局原局长。[432]
- 朱永奎，78岁，中国红学家，江苏省红楼梦学会原副会长（2006年－2013年）。[433]
- 吴兹寿，86岁，中国司法界人物，厦门海事法院原院长（1990年－1997年）。[434]
- 张俊生，90岁，中国企业人物，原珠海经济特区发展公司副总经理。[435]
- 詹闲筱，96岁，中国太极拳家，杨氏太极拳第五代传人。[436]
- 西亞曼德·拉赫曼（英语：Siamand Rahman），31歲，伊朗身障健力運動員，曾多次獲残奥金牌。[437]
- 鲍尔绍伊·伊什特万（匈牙利語：Balsai István），72岁，匈牙利政治人物，前司法部长（1990年－1994年）。[438]
- 仙元誠三（日語：仙元 誠三），81岁，日本电影摄影师。[439]
- ，84歲，美國企業家，曾任奇異公司董事長暨執行長。[440]
- 朴九溢（韓語：박구일），85岁，韩国中将，前海军陆战队司令（1986年－1988年）。[441]
- 小仓正史（日語：小倉 正史），85岁，日本美术评论家。[442]
- 野村浩一（日語：野村 浩一），90岁，日本政治思想史学者，立教大学名誉教授。[443]
- 雅克·勒苏尔纳（法語：Jacques Lesourne），91岁，法国经济学家，《世界报》社长。[444]
- 中村正軌（日語：中村 正軌），92岁，日本小说家，第84回直木奖获得者。[445]
- 埃内斯托·卡德纳尔（西班牙語：Ernesto Cardenal），95岁，尼加拉瓜天主教神父，诗人。[446]